# 1972 у науці

## Події
- 4 лютого — Mariner-9 посилає фотографії з Марса.
- 21 лютого — АМС «Луна-20» здійснила м'яку посадку на поверхню Місяця.
- 3 березня — запуск зонда Pioneer-10 до Юпітера.
- 16 квітня — запуск ПКК Аполлон-16.
- 21 квітня — місячний модуль здійснив посадку. Зібрано 94,7 кг місячних порід.
- 27 квітня — астронавти повернулися на Землю.
- 7 грудня — запущено Аполлон-17.
- 11 грудня — місячний модуль здійснив посадку. Зібрано 110,5 кг місячних порід. В ході цієї експедиції сталася остання донині висадка на Місяць.
- 19 грудня — астронавти повернулися на Землю.

## Винаходи
- Винахід Prozac американською компанією Eli Lilly and Company.
- Ален Кольмерое (Alain Colmerauer) і Філіп Руссель (Philippe Roussel) створюють мову Пролог.
- Комп'ютерна томографія: Годфрі Ньюболд Гаунсфілд.
- Цифровий запис аудіосигналу: фірма Denon.

## Нагороди
- Нобелівська премія
  - Фізика — Джон Бардін, Леон Ніл Купер і Джон Роберт Шріффер — «За створення теорії надпровідності, яку часто називають теорією БКШ».
  - Хімія — Крістіан Бемер Анфінсен — «За роботу з дослідження рибонуклеази, особливо взаємозв'язку між амінокислотною послідовністю і її біологічно активними коферментами»; Станфорд Мур і Вільям Говард Стайн — «За внесок e прояснення зв'язку між хімічною структурою і каталітичною дією активного центру молекули рибонуклеази».
  - Медицина та фізіологія — Джералд Едельман, Родні Портер — «За відкриття, що стосуються хімічної структури антитіл».

- Премія Тюрінга
  - Едсгер Дейкстра — Едсгеру Дейкстрі належить значний внесок у кінці 1950-х років у розробку мови АЛГОЛ, мови програмування високого рівня, що став втіленням ясності і математичної строгості. Він один з найяскравіших представників науки і мистецтва мов програмування. Його публікації протягом п'ятнадцяти років охоплюють широкий спектр тем від теоретичних статей з теорії графів до базових посібників, описів і філософських роздумів в галузі мов програмування.

- Велика золота медаль імені М. В. Ломоносова
  - Микола Іванович Мусхелішвілі — за видатні досягнення в галузі математики та механіки.
  - Макс Штеенбек, академік Академії наук Німецької Демократичної Республіки — за видатні досягнення в галузі фізики плазми та прикладної фізики.

## Померли
- 21 червня — Ервін Нестле, німецький протестантський богослов; син Еберхарда Нестле — директора євангельської семінарії (нім.), батько математика Фріца Нестле[1].
- 24 вересня — Адріан Фоккер нідерландський фізик, удосконалив метод, вперше використаний Ейнштейном для опису броунівського руху — хаотичного зиґзаґоподібного руху найдрібніших частинок, завислих у рідині (рівняння Фоккера — Планка).
- 1 жовтня — Луїс Лікі, кенійський антрополог і археолог.
- 26 жовтня — Ігор Іванович Сікорський учений-авіаконструктор українського походження, що працював у Російській імперії та США.
- 23 грудня — Андрій Миколайович Туполєв, радянський авіаконструктор, академік АН СРСР.